# Anolis bahorucoensis
Anolis bahorucoensis är en ödleart som beskrevs av  Noble och HASSLER 1933. Anolis bahorucoensis ingår i släktet anolisar, och familjen Polychrotidae.

## Underarter
Arten delas in i följande underarter:
- A. b. bahorucoensis
- A. b. southerlandi